# Tephroite
La tephroite, (simbolo IMA: Tep) nota anche come peridoto di manganese, è un minerale raro della classe dei minerali "silicati e germanati" con composizione chimica Mn2SiO4.
Esiste una completa miscibilità tra i composti puri di tephroite-Mn, forsterite-Mg e fayalite-Fe, i cui legami intermedi sono indicati come olivine.

## Etimologia e storia
La forsterite fu trovata per la prima volta nel 1823 nella miniera di Sterling Hill vicino a Ogdensburg nella contea di Sussex, nel New Jersey, e fu descritta da Johann Friedrich August Breithaupt. Chiamò il minerale con la parola greca τεφροζ ('tephros', cenere) a causa del suo colore spesso grigio cenere.

## Classificazione
Nell'8ª edizione della sistematica dei minerali secondo Strunz classifica la tephroite nella classe dei "nesosilicati" e dove formava il "gruppo dell'olivina" con i minerali fayalite, forsterite, laihunite e liebenbergite con il sistema nº VIII/A.04-30.
Tuttavia, la 9ª edizione della sistematica minerale di Strunz divide questa sottoclasse in modo più preciso in base alla possibile presenza di ulteriori anioni e alla coordinazione dei cationi coinvolti. La tephroite è quindi nella suddivisione dei "9.AC Nesosilicati senza anioni aggiuntivi; cationi in coordinazione ottaedrica [6]" ed è ancora un membro del gruppo dell'olivina, che è stato ampliato per includere i minerali glaucochroite e kirschsteinite, con le quali forma il sistema nº 9.AC.05.
La sistematica minerale secondo Dana, usata principalmente nel mondo anglosassone, classifica la tephroite nella classe dei "nesosilicati: gruppi SiO4 con tutti i cationi solo in coordinazione ottaedrica [6]", simile alla nuova sistematica minerale di Strunz. Il gruppo dell'olivina che vi si trova è costituito dai membri fayalite, forsterite, laihunite e liebenbergite, come nel vecchio sistema di Strunz, ma espanso dall'olivina, per la quale manca ancora il riconoscimento da parte dell'IMA/CNMNC.

## Abito cristallino
La tephroite cristallizza nel sistema ortorombico nel gruppo spaziale Pbnm (gruppo nº 62, posizione 3) con i parametri reticolari a = 4,90 Å, b = 10,60 Å e c = 6,26 Å oltre a quattro unità di formula per cella unitaria.

## Proprietà
La tephroite deve il suo colore da bruno-rossastro a rosso carne al suo contenuto di manganese. In natura, tuttavia, la tephroite si trova spesso sotto forma di cristalli misti, con contenuti fluttuanti di forsterite e/o fayalite. Di conseguenza, il colore varia nella direzione del grigio o del verde oliva.
La tephroite ha una durezza Mohs pari a 6, e una gravità specifica di 3,87 - 4,12, piuttosto pesante per un minerale non metallico.

## Modificazioni e varietà
La roepperite è una varietà di tephroite contenente zinco oppure di fayalite (secondo altre fonti).

## Origine e giacitura
La tephroite si forma in depositi di ferro-manganese, skarn correlati e sedimenti metamorfici ricchi di manganese. I minerali associati includono alleghanyite, banalsite, bustamite, calcite, diopside, franklinite, gageite, glaucochroite, jacobsite, rodonite, willemite e zincite.
In Italia la tephroite è stata rinvenuta in vari siti: Nus (Val d'Aosta), Ne e Borghetto di Vara (Liguria); Chiesa in Valmalenco e Lanzada (Lombardia); Bellino, Monastero di Lanzo, Salbertrand e Val d'Otro (Piemonte); Fivizzano (Toscana).
Inoltre il minerale è stato rilevato in circa altri 180 siti in tutto il mondo (a partire dal 2010), tra cui Antartide (Wilkes Land); Australia; Brasile (Serra do Navio e Minas Gerais); Cina (Jiuquan, Chenzhou e Chaoyang); Germania (a Mendig e Pellenz nella Renania-Palatinato, e nell'Harz nella Sassonia-Anhalt); ma anche in molti altri Paesi.